# Neosho River
Neosho River er en biflod til Arkansasfloden og løber i Kansas i USA, hvorfra den løber ned i den nordøstlige del af Oklahoma før den munder ud  i Arkanas River længere nede ved byen Muskogee. Den strækker sig totalt over 745 km og afvander knap 30.000 km², hvoraf  16.300 km² i det sydøstlige Kansas, inklusive dens bifloder. Pensacola-dæmningen opstemmer  den meget store Lake of the Cherokees nederst i floden, i Oklahoma. Fort Gibson-dæmningen opdæmmer  den store Fort Gibson Lake længere nede, nær udløbet i Arkansas River.